# Phymatopsallus croceguttatus
Phymatopsallus croceguttatus är en insektsart som beskrevs av Knight 1964. Phymatopsallus croceguttatus ingår i släktet Phymatopsallus och familjen ängsskinnbaggar. Inga underarter finns listade i Catalogue of Life.